# Шестопалова, Юлия Анатольевна
Юлия Анатольевна Шестопалова (укр. Юлія Анатоліївна Шестопалова; род. 5 мая 1973, Николаев, Украинская ССР) — украинская модель, победительница украинских конкурсов «Мисс Николаев» и «Мисс Украина[прояснить] 1991». "Вице-мисс мира Юниверсити 1991" (г.Сеул)

## Образование
Училась в  Национальном университете кораблестроения имени адмирала Макарова. Преподает в  Киевском национальном университете культуры и искусств. Владеет украинским, русским и английским языками.

## Конкурсы красоты
Юлия является обладательницей титулов «Мисс Николаев» и «Вице-Мисс Украина». В 1991 году получила титул вице Мисс[прояснить] Украина. Представляла Украину на Мисс Мира Университет в 1991 году в Сеуле.

## Жизнь после конкурсов красоты
Вышла замуж в 1999 году.

## Примечание
1. ↑  Мисс Украина 1991 Архивная копия от 16 февраля 2016 на Wayback Machine (рус.)
2. ↑  Відбувся Перший національний конкурс краси. Дата обращения: 29 декабря 2015. Архивировано 15 февраля 2016 года.
3. ↑  World Miss University Архивировано 14 января 2015 года. (англ.)